# Tour d'Espagne
Le Tour d'Espagne (en espagnol : Vuelta ciclista a España) est une compétition cycliste par étapes masculine qui traverse l'Espagne avec des incursions occasionnelles dans les pays voisins. Inspirée par le succès du Tour de France et du Tour d'Italie, et par l'augmentation des ventes des journaux à leur origine (L'Auto et La Gazzetta dello Sport), Juan Pujol, directeur du journal Informaciones organise la première Vuelta a España en 1935. Elle est ensuite disputée annuellement et sans discontinuité depuis 1955. Entre 1937 et 1944, la course n'est disputée que deux fois, en 1941 et 1942, à cause de la guerre d'Espagne et de la Seconde Guerre mondiale. Au fil des années, le Tour d'Espagne gagne en importance et en popularité. La participation s'élargit, on passe d'un peloton principalement espagnol les premières années, à des éditions comptant une quarantaine de nationalités. Il est actuellement organisé par Unipublic, propriété d'Amaury Sport Organisation, organisateur du Tour de France.
Le Tour de France, le Tour d'Italie et le Tour d'Espagne constituent les trois grands tours. Il s'agit d'une compétition de trois semaines, organisée au printemps jusqu'en 1994, puis à la fin du mois d’août dès 1995, pour être plus espacée du Tour d'Italie dans le calendrier. Bien que son parcours varie d'année en année, la course est composée d'une vingtaine d'étapes totalisant environ 3 000 km, plusieurs contre-la-montre, la traversée des Pyrénées et la traditionnelle arrivée dans les rues de Madrid.
Le Tour d'Espagne est une des épreuves de l'UCI World Tour, ce qui signifie que les équipes sont en majorité composées d'UCI WorldTeams, à l'exception des équipes que les organisateurs invitent. Le nombre d'équipes varie habituellement entre 20 et 22, avec chacune huit coureurs. Après chaque étape, les temps des coureurs sont ajoutés avec leurs temps précédents. Le coureur avec le temps total le plus faible est classé premier du classement général et porte le maillot rouge le distinguant des autres coureurs. Le classement général est le plus réputé des classements car il détermine le vainqueur de la course, mais d'autres classements secondaires sont organisés lors du Tour : le classement par points pour les sprinteurs, le classement de la montagne pour les grimpeurs, le classement des jeunes pour les coureurs de 25 ans et moins, et le classement par équipes pour les équipes les plus rapides à l'arrivée.
En remportant le Tour d'Espagne 2005, le coureur Espagnol Roberto Heras devient le recordman avec quatre succès. En remportant le Tour d'Espagne 2024, Primož Roglič égale Roberto Heras avec 4 victoires. Tony Rominger et Alberto Contador comptent tous les deux trois victoires. Alejandro Valverde détient depuis 2019 le record de podiums avec sept.

## Histoire

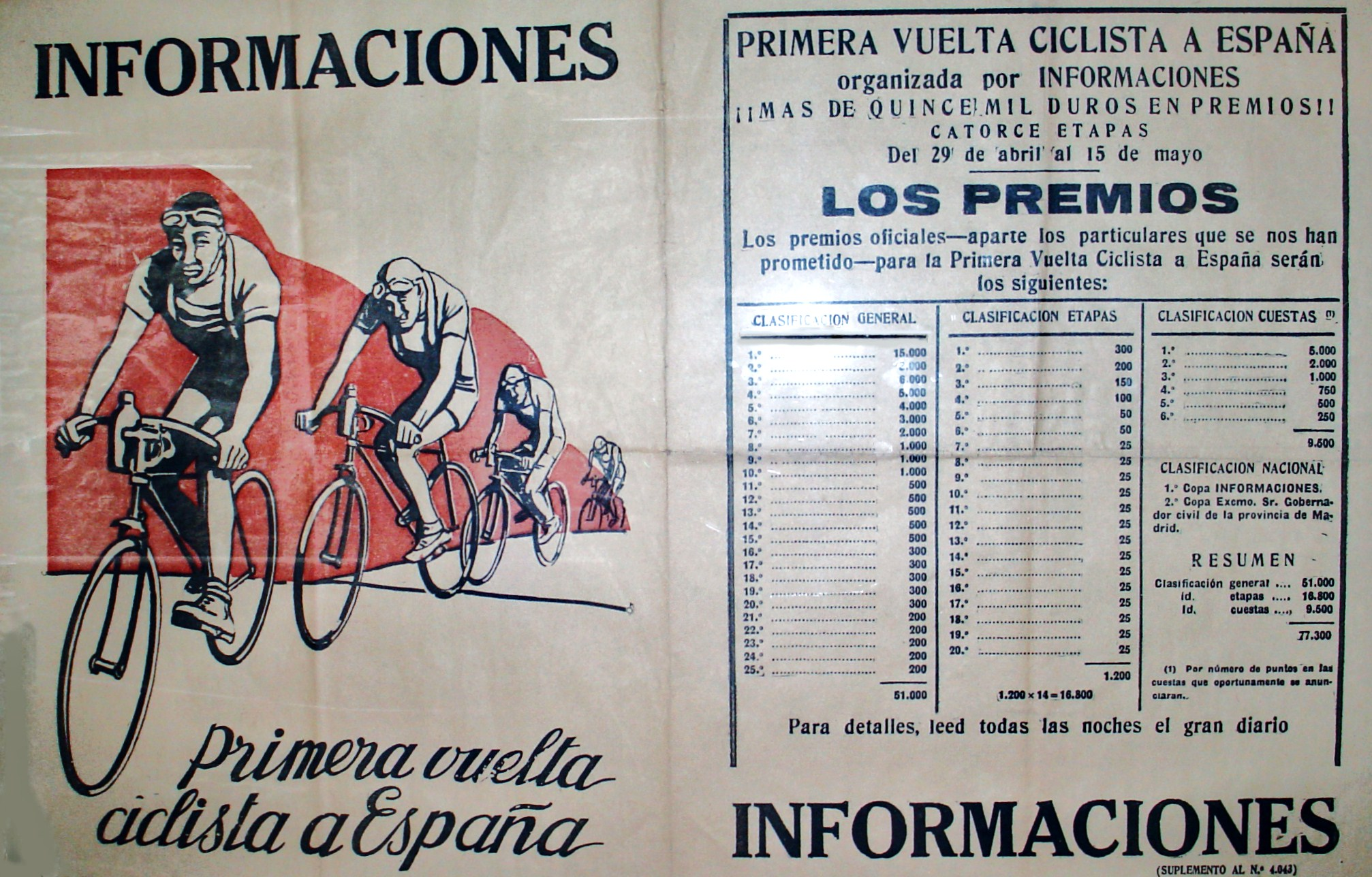
Affiche promotionnelle de la première édition de la Vuelta, sur le journal Informaciones

Organisé pour la première fois en 1935 et sans discontinuité depuis 1955, le Tour d'Espagne est une compétition cycliste par étapes qui traverse l'Espagne avec des incursions occasionnelles dans les pays voisins. Elle est inspirée par le succès du Tour de France et du Tour d'Italie, et par l'augmentation des ventes des journaux à leur origine (L'Auto et La Gazzetta dello Sport). La première édition se déroule du 29 avril au 15 mai 1935. Elle comprend quatorze étapes, accueille cinquante participants et est remportée par le Belge Gustaaf Deloor. Ce dernier double la mise lors de la seconde édition en 1936.
La compétition se déroulait jusqu'en 1994 au printemps, à la fin du mois d'avril. Cependant, la course est déplacée à la fin du mois d'août pour éviter la proximité du Tour d'Italie. Si cette décision renforce l’attrait du Tour d'Espagne pour les coureurs, elle devient également pour beaucoup une préparation majeure pour les championnats du monde disputés au mois d'octobre.
La ville accueillant la fin de l'épreuve varie selon les éditions, souvent à Madrid, Bilbao (dans les années 1950), ou encore Saint-Sébastien (dans les années 1970). En 1997, la Vuelta s'élance pour la première fois en dehors de l'Espagne, à Lisbonne, au Portugal. En 2009, la course s'élance pour la première fois en dehors de la péninsule ibérique, à Assen, aux Pays-Bas.
En 1999, la course passe pour la première fois par l'Alto de l'Angliru, un col situé dans la région des Asturies. L'ascension est notamment réputée pour être une des plus difficiles d'Europe avec le Passo del Mortirolo, le Plan de Corones, ou le Monte Zoncolan (Italie) et le Kitzbüheler Horn (Autriche). C'est depuis devenu un classique de la compétition.
Contrairement aux tours de France et d'Italie, le Tour d'Espagne n'a pas de maillots distinctifs traditionnels. La couleur des maillots de leaders a changé au fil des ans, souvent au gré des sponsors et des différents organisateurs. Le leader du classement général porte depuis 2010 un maillot rouge. Ce maillot a notamment été de couleur jaune durant 44 ans et or durant 11 ans. Le passage au rouge a permis au Tour d'Espagne de davantage se différencier du Tour de France et de son maillot jaune. Le maillot du Grand Prix de la montagne est actuellement blanc à pois bleus, le maillot du classement par points est vert et le maillot du classement du meilleur jeune est blanc.

### 1935-1960: des débuts difficiles

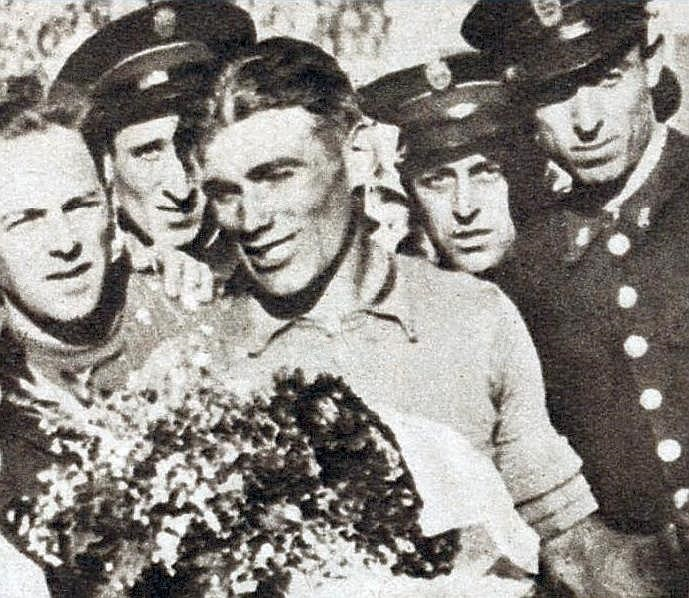
Gustaaf Deloor ici vainqueur de son second Tour d'Espagne, le 31 mai 1936.

En 1935, Juan Pujol, directeur du journal Informaciones organise avec l'ancien coureur cycliste Clemente Lopez Doriga le tout premier Tour d'Espagne sur une distance 3 341 km répartis sur 14 étapes. La première édition emmène les coureurs de Madrid à Valladolid. Cette édition voit notamment s'affronter le Belge Gustaaf Deloor qui remportera finalement la course, et l'Espagnol Mariano Cañardo. Deloor remportera également la seconde édition de l'épreuve, disputée malgré un contexte politique difficile. Il réalisera déjà l'exploit de mener la course du début à son terme. La course est ensuite mise entre parenthèses jusqu'en 1941, en raison de la guerre d'Espagne.
En 1941, la course reprend avec un peloton quasiment exclusivement composée de coureurs espagnols. Le premier contre-la-montre y est organisé. Julian Berrendero remporte cette troisième édition. Il conserve son titre l'année suivante.
Le Tour d'Espagne est à nouveau interrompu. La Seconde Guerre mondiale et le contexte économique difficile rend impossible l'organisation de la course en 1943 et 1944. Il faut attendre 1945 pour voir la course reprendre, sous l'organisation du Diario Ya. Delio Rodriguez gagne la course, à nouveau disputée par un peloton à dominante hispanique. Cette édition voit aussi l'apparition d'une grande nouveauté : le classement par points. En ça, la Vuelta devance le Tour et le Giro : les deux autres grands Tours ont utilisé un classement par points pour le classement général final sur certaines de leurs premières éditions mais comme classement annexe, le classement par points ne sera créé qu’en 1953 sur le Tour de France et en 1966 sur le Tour d’Italie.
Trois autres éditions sont organisées entre 1946 et 1948. Après un bref retour en 1950, la course est stoppée jusqu'en 1955. Le journal Basque El Correo Español-El Pueblo Vasco reprend alors l'organisation de la compétition qui sera désormais organisée chaque année, sans discontinuité. La course est alors une épreuve disputée sur deux semaines et non trois.
Hugo Koblet est le premier vainqueur du Tour de France (1951) à participer à l'épreuve espagnole, en 1956. Le premier vainqueur en titre de la Grande Boucle à participer au Tour d'Espagne est Roger Walkowiak, en 1957. De la même manière, Fiorenzo Magni, alors vainqueur des Tours d'Italie 1948 et 1951, est le premier vainqueur d'un Giro à y participer, en 1955. Gastone Nencini est lui le premier vainqueur en titre de la course au maillot rose à y participer, en 1958.

### 1960-1970: le début de la notoriété

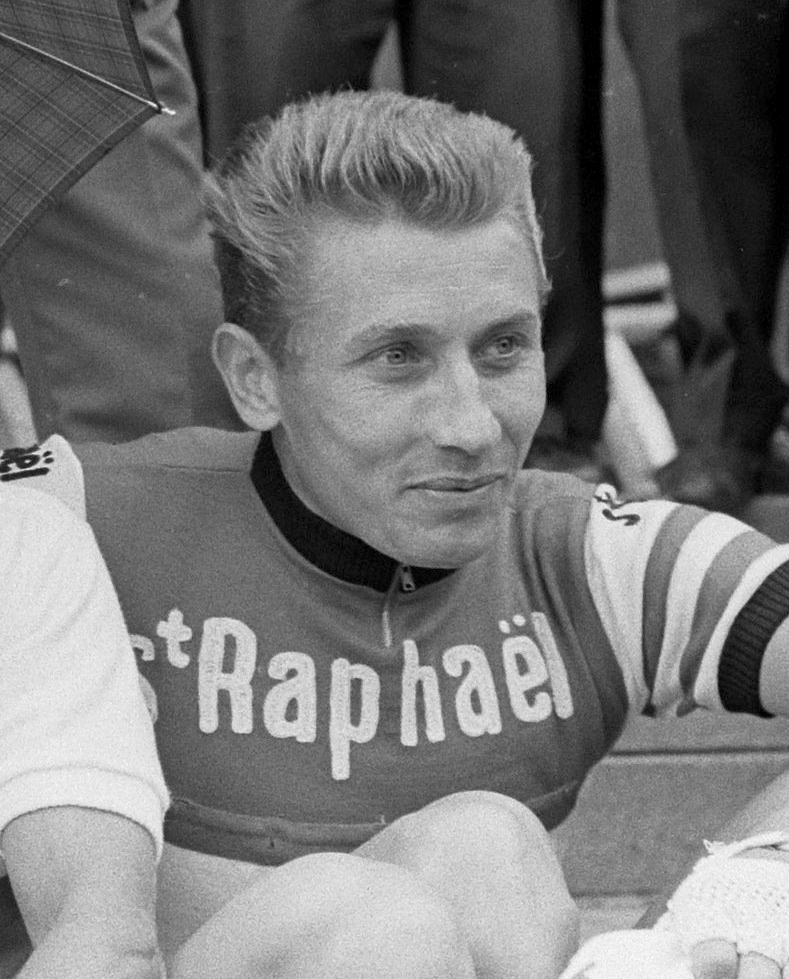
Jacques Anquetil, vainqueur du Tour d'Espagne 1963.

Au cours des années 1960, la course gagne en prestige et en notoriété, avec davantage de coureurs de renommées internationales. L'Allemagne et les Pays-Bas font leur apparition au palmarès avec Rudi Altig et Jan Janssen.
En 1963, Jacques Anquetil remporte le classement général, devenant ainsi le premier coureur à remporter les trois grands tours. Cinq ans plus tard, en 1968, Felice Gimondi réalise le même exploit en remportant la Vuelta. Ce triplé sera également réalisé par Eddy Merckx en 1973, Bernard Hinault après sa victoire au Tour d'Italie 1980, Alberto Contador en 2008, Vincenzo Nibali en 2014 et Christopher Froome en 2018.
Au milieu des années 1960, le journal Basque El Correo Español-El Pueblo Vasco alors organisateur rencontre des difficultés financières. Les différentes éditions iront cependant à leur terme. En 1965, la course franchit pour la première fois les 2 000 mètres d'altitude lors de l'ascension du Port d'Envalira (2 408 mètres) au cours d’une étape Barcelone-Andorre de 241 kilomètres, remportée par Esteban Martín.
En 1968, la course est touchée par une attaque terroriste, qui oblige les organisateurs à interrompre et annuler la 15e étape. Durant cet événement, aucun décès ne sera à déplorer.

### 1970-1980
Les années 1970 commencent par le triomphe de Luis Ocaña, qui remporte là le premier grand tour de sa carrière. Le Tour d'Espagne 1970 est une lutte acharnée entre Ocaña, Herman Van Springel et les Espagnols Agustín Tamames et Jesús Manzaneque. La dernière étape est un contre-la-montre individuel de 29 kilomètres sur un parcours vallonné, Tamames est porteur du maillot de leader du classement général, mais les trois autres coureurs ne pointent qu'à quelques secondes. Luis Ocaña se montre le plus fort durant l'effort solitaire lors duquel il reprend plus d'une minute à tous ses adversaires et arrache la victoire finale.
José Manuel Fuente remporte les éditions 1972 et 1974, devenant ainsi le troisième coureur à compter deux victoires au classement général.
En 1973, Eddy Merckx gagne l'épreuve en remportant six étapes et l'ensemble des classements individuels, à l'exception du Grand Prix de la Montagne (où il termine second). Freddy Maertens en 1977 réalise une performance encore plus impressionnante en remportant 13 étapes et tous les classements individuels, excepté ce même Grand Prix de la Montagne.
En 1978, Bernard Hinault remporte son premier Tour d'Espagne.
En 1979, le journal El Correo Español-El Pueblo Vasco se retire de la course, menaçant à nouveau l'organisation de la course. La société Unipublic (une agence de publicité), actuelle organisatrice de la compétition, prend les rênes. L'arrivée d'Unipublic coïncide avec le développement de la publicité autour de la course et des premières retransmissions à la télévision. Avant les années 1980, la Vuelta n'était pas spécialement favorables aux grimpeurs. Elle pouvait se gagner contre-la-montre ou même au sprint, et les routiers-sprinteurs étaient capables de terminer dans les dix premiers.

### 1980-1991

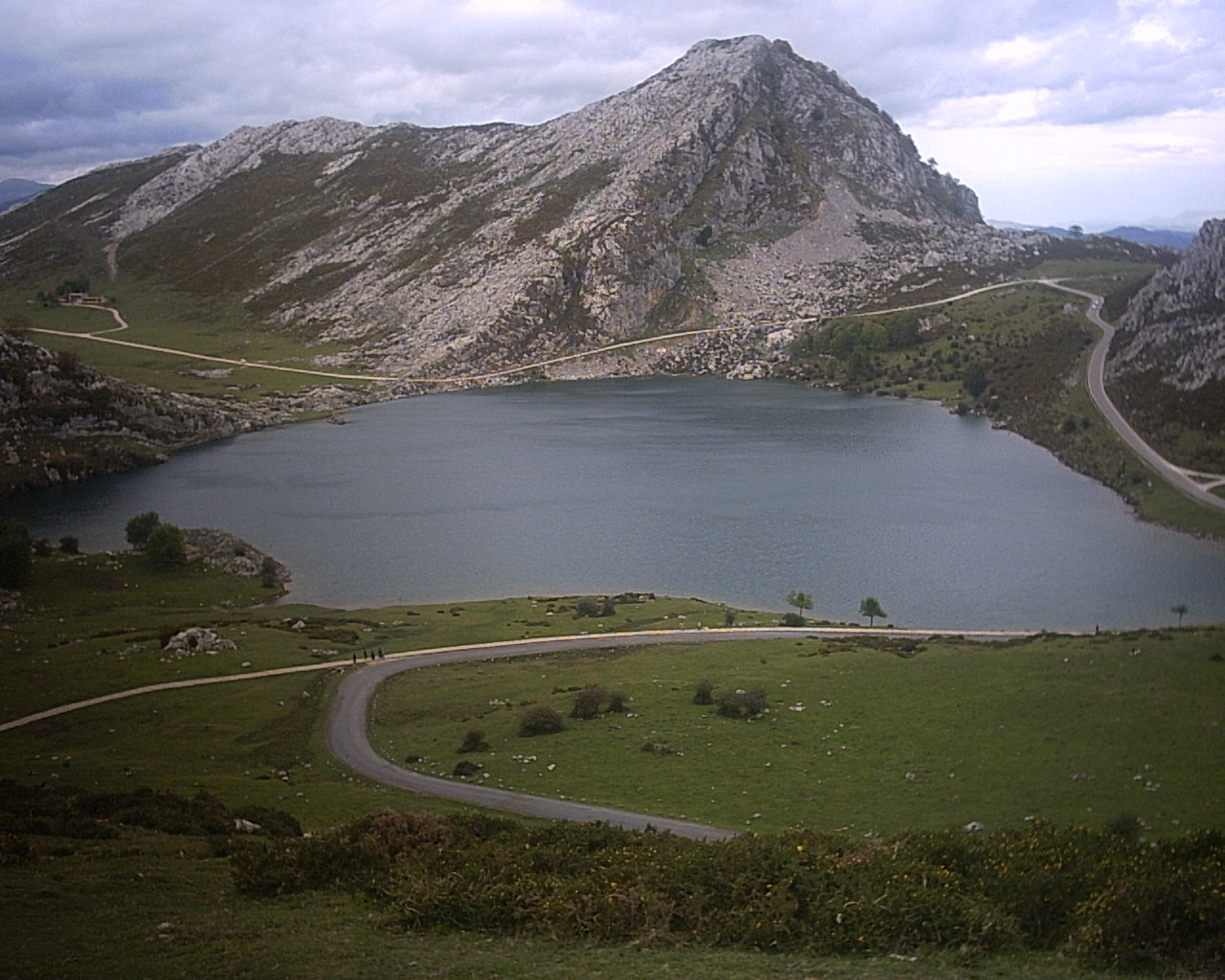
La route menant aux Lacs de Covadonga.

Dans les années 1980, deux coureurs marquent de leurs empreintes les classements annexes du Tour d'Espagne : l'Espagnol José Luis Laguía qui remporte le Grand Prix de la Montagne à cinq reprises, et l'Irlandais Sean Kelly, qui remporte le classement par points à quatre reprises. Ces deux coureurs détiennent encore les records de victoires dans les classements respectifs.
L'édition 1982 marque la première affaire majeure de dopage du Tour d'Espagne avec plusieurs contrôles antidopage positifs, dont celui du vainqueur Ángel Arroyo. L'analyse de l'échantillon B confirme la décision. Arroyo prend ainsi une pénalité de 10 minutes qui le repousse au treizième rang. Il perd sa victoire au profit de Marino Lejarreta.
En 1983, la route menant aux lacs de Covadonga fait sa première apparition sur le Tour d'Espagne. Cette ascension est depuis considérée comme l'équivalent pour le Tour d'Espagne de l'Alpe d'Huez pour le Tour de France. L'année suivante, les lacs de Covadonga sont le lieu d'un duel entre le Français Eric Caritoux et l'Espagnol Alberto Fernández. Eric Caritoux résiste aux attaques de Fernández et enfile le maillot de leader à l'arrivée. Il conservera 6 secondes d'avance après le contre-la-montre finale et remportera l'épreuve, constituant le plus faible écart entre un vainqueur et son dauphin sur un grand tour.
La fin des années 1980 est marquée par l'arrivée des coureurs colombiens sur les podiums : Francisco Rodríguez en 1985, Luis Herrera, vainqueur en 1987, ou encore Fabio Parra et Óscar de Jesús Vargas en 1989.
Le Tour d'Espagne 1991, marqué par l'annulation de l'étape reine dont l'arrivée était prévue à Pla de Beret, est également le théâtre du premier podium sur un grand tour de Miguel Indurain. Deuxième derrière Melchor Mauri, Indurain signe là son seul et unique podium sur la Vuelta. Quelques semaines plus tard, il remporte son premier Tour de France.

### 1992-1997: la domination suisse

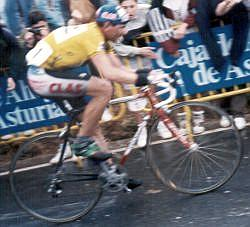
Tony Rominger, portant le maillot amarillo en 1993.

Dès 1992, les coureurs suisses mettent la main sur le Tour d'Espagne. Tony Rominger remporte trois éditions consécutives en 1992, 1993 et 1994 devenant ainsi le premier coureur comptant trois victoires, Alex Zülle en remporte deux, en 1996 et 1997. En plus de ces cinq victoires, les coureurs suisses glanent quatre podiums supplémentaires grâce à Laurent Dufaux, Zülle et Rominger. Ils réalisent même un triplé historique en 1996.
La domination suisse est interrompue en 1995 par Laurent Jalabert qui remporte son premier et unique grand tour. Jalabert remporte cette année l'ensemble des classements individuels (prouesse réalisée seulement par Rominger en 1993) et cinq étapes. Cette édition 1995 marque également le changement de position du Tour d'Espagne dans le calendrier, qui se déroule désormais à la fin de l'été.
Le Tour d'Espagne 1997 débute pour la première fois en dehors de l'Espagne. Le grand départ a lieu à Lisbonne, au Portugal.

### 1998-2009: retour des locaux au pouvoir

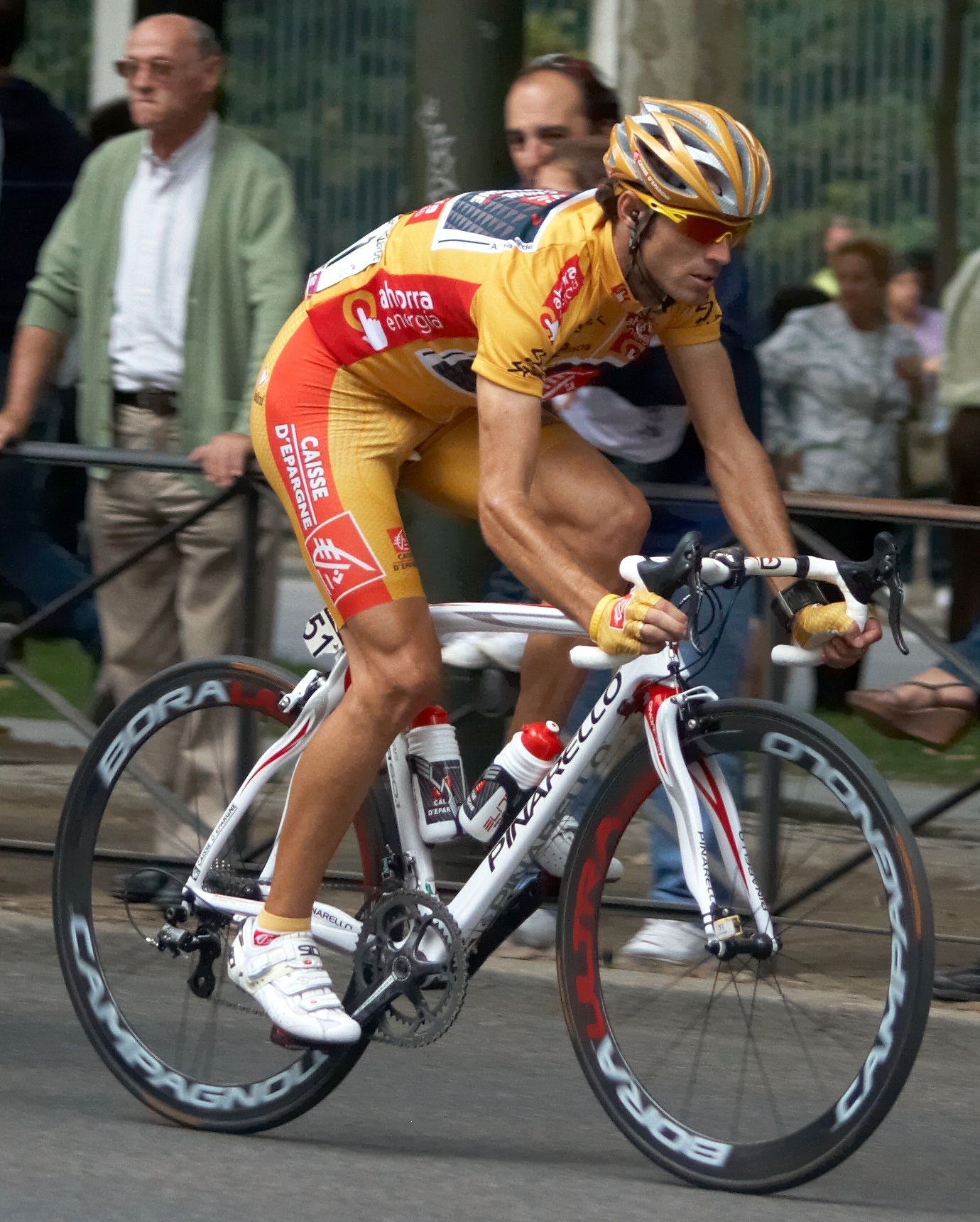
Lors de la du Tour d'Espagne 2009

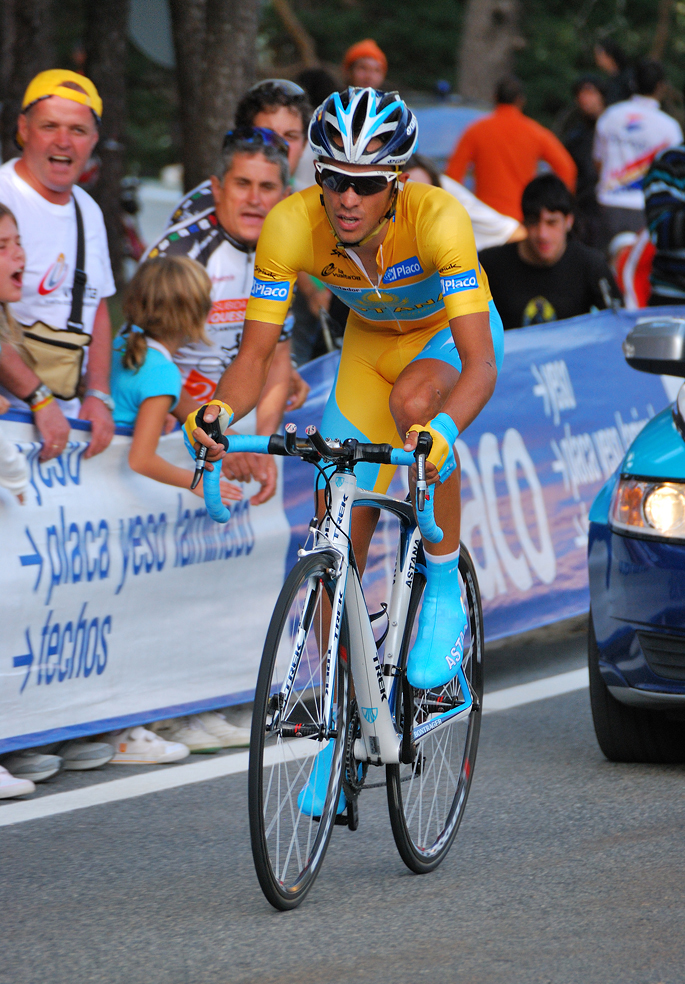
Lors de la du Tour d'Espagne 2008.

À partir de 1998, les coureurs espagnols remettent la main sur la palmarès du Tour d'Espagne. En douze éditions, entre 1998 et 2009, seules trois échappent aux hispaniques. Ils signent notamment 27 podiums.
En 1998 et 1999, la victoire revient à deux déçus du Tour de France. Abraham Olano remporte le Tour d'Espagne 1998 après son abandon sur le Tour alors qu'il abordait la course dans la peau d'un vainqueur possible. L'année suivante, c'est l'Allemand Jan Ullrich qui se console de son forfait sur le Tour de France en remportant la course espagnole avec deux victoires d'étapes, dont le dernier contre-la-montre. Lors de cette édition, l'ascension de l'Alto de l'Angliru est pour la première fois au programme. Jose Maria Jimenez, quatre fois vainqueur du Grand Prix de la Montagne s'impose au sommet.
La première partie des années 2000 est marquée par la domination de Roberto Heras, qui remporte la course à quatre reprises et signe six podiums entre 2000 et 2005. Il devient recordman des victoires de l'épreuve, détrônant ainsi Tony Rominger. Heras s'est vu retirer cette quatrième victoire en raison d'un contrôle antidopage positif mais celle-ci lui fut finalement réattribuée en décembre 2012 par un tribunal espagnol. Avant de se voir finalement réattribuer la victoire, c'est le Russe Denis Menchov, dauphin de Heras sur les routes, qui fut déclaré vainqueur.
En 2001 et 2002, la victoire revient à Ángel Casero et Aitor González. En 2001, Ángel Casero ne s'est emparé du maillot or que lors de l'ultime étape en réalisant un meilleur contre-la-montre qu'Óscar Sevilla, leader depuis deux semaines.
La domination espagnole est brièvement interrompue en 2006 et 2007. Alexandre Vinokourov remporte l'édition 2006 après un long duel contre Alejandro Valverde qui manque ici de remporter son premier grand tour. Vinokourov, aidé par son coéquipier et compatriote Andrey Kashechkin fait basculer la course dans les derniers jours. Une victoire dans le contre-la-montre à la veille de l'arrivée lui permet de sceller définitivement sa victoire. L'année suivante, c'est Denis Menchov qui remporte la mise.
En juin 2008, la société française et organisatrice du Tour de France Amaury Sport Organisation annonce avoir pris 49 % des parts d'Unipublic, société organisatrice du Tour d'Espagne. Alberto Contador remporte le Tour d'Espagne 2008, signant après sa victoire dans le Tour d'Italie 2008 un rare doublé dans l'histoire du cyclisme. Seul Eddy Merckx en 1973 et Giovanni Battaglin en 1981 l'avaient réalisé avant lui.
Alejandro Valverde remporte en 2009 son premier et unique grand tour en remportant son tour national. Privé de Tour de France, Valverde fait figure de favori aux côtés de coureurs tels que Ivan Basso, Samuel Sánchez, Ezequiel Mosquera ou Cadel Evans. Il s'empare du maillot de leader au soir de la 9e étape pour le conserver jusqu'à Madrid. Cette édition fut la première à s'élancer en dehors de la péninsule ibérique, les coureurs s'élançant d'Assen aux Pays-Bas.

### Depuis 2010: un palmarès international
Le Tour d'Espagne 2010 marque une rupture dans l'histoire de la compétition, le palmarès s'ouvrant complètement à l'international. Vincenzo Nibali remporte la victoire, une première pour un coureur transalpin depuis Marco Giovannetti en 1990. Cette édition marque le changement de couleur du maillot de leader, qui passe de la couleur or à la couleur rouge.
L'édition 2011 est marquée par une nouvelle affaire majeure de dopage. La course est dans un premier temps remportée à la surprise générale par l'Espagnol Juan José Cobo, qui devance de 13 secondes seulement le Britannique Christopher Froome. Cobo s'illustre notamment en remportant la 15e étape au terme de l'ascension de l'Angliru. Lors de cette étape, il attaque à 6 km de l'arrivée et s'impose en solitaire. Cette performance a suscité la surprise et le doute de la part de consultants comme Jean-François Bernard ou Bertrand Duboux, rappelant ses faibles performances depuis son départ de l'équipe Saunier Duval. Mais le 13 juin 2019, soit huit ans plus tard, l'UCI annonce que Cobo a été reconnu coupable de violation du dopage, sur la base des données sur son passeport biologique, et que ses résultats de 2009 à 2011, incluant ses succès sur la Vuelta (une étape, le classement général et celui du combiné), sont susceptibles d'être effacés. Finalement, n'ayant pas fait appel, il est suspendu trois ans et déclassé de ses résultats sur la Vuelta, la victoire revenant à Froome, son dauphin. Cette victoire permet à Froome de devenir le premier coureur britannique à remporter un grand tour.
En 2012, Alberto Contador remporte sa seconde victoire sur la Vuelta, devant ses compatriotes Alejandro Valverde et Joaquim Rodríguez. Seulement quelques semaines après son retour d'une suspension pour dopage, Alberto Contador fait basculer la course lors de la 17e étape qui arrive à Fuente Dé. Contador attaque à plus de 50 km de l'arrivée, dans le Collado de la Hoz, ce qui surprend Rodríguez, sur lequel il parvient enfin à faire un écart. Il passe au sommet avec 30 secondes d'avance et profitant de la présence d'équipiers dans l'échappée, creuse l'écart dans la vallée, si bien qu'il arrive au pied de la dernière ascension du jour avec plus de 2 minutes d'avance sur le groupe Rodríguez. Ce dernier se voit obligé de faire le rythme derrière et, lorsque Valverde attaque, il perd du terrain. Devant, Contador profite de l'aide de son ancien équipier Tiralongo pour prendre plus de 2 minutes 30 secondes d'avance. Valverde parvient presque à revenir sur la tête de course mais Contador conserve 6 secondes d'avance sur la ligne d'arrivée pour remporter l'étape et le maillot rouge.
En 2013, Christopher Horner devient le plus vieux vainqueur du Tour d'Espagne en remportant la course, devançant Vincenzo Nibali, Alejandro Valverde et Joaquim Rodríguez. Il devient par la même occasion le premier Nord-Américain à gagner la Vuelta, et le plus vieux vainqueur d'un grand tour. En 2014, Amaury Sport Organisation annonce avoir pris le contrôle total d'Unipublic, société organisatrice du Tour d'Espagne. Alberto Contador remporte cette année-là son troisième et dernier Tour d'Espagne, devançant Chris Froome.
Chris Froome remporte le Tour d'Espagne 2017, réalisant ainsi le premier doublé Tour de France/Tour d'Espagne depuis Bernard Hinault en 1978. Cette édition est marquée par un départ en France, à Nîmes. L'année suivante, le britannique Simon Yates remporte son premier grand tour. En 2019, c'est une domination slovène puisque Primož Roglič s'impose et Tadej Pogačar termine troisième, l'Espagnol Valverde s'intercale entre les deux hommes et monte pour la septième fois sur le podium final (nouveau record).
En raison de la pandémie de Covid-19, l'édition 2020 a lieu exceptionnellement du 20 octobre au 8 novembre sur 18 étapes seulement.

## Classements et maillots
Contrairement aux tours de France et d'Italie, le Tour d'Espagne n'a pas de maillots distinctifs traditionnels. La couleur des maillots de leaders a changé au fil des ans, souvent au gré des sponsors et des différents organisateurs.
Depuis 2010 le maillot de leader est rouge. Il a remplacé le maillot amarillo, qui était de couleur dorée.
Maillot vert : classement par points.
Maillot blanc à pois bleus : classement de la montagne.
Maillot blanc : classement du meilleur jeune.

### Classement général et maillot rouge
Le maillot rouge récompense le leader du classement général et donc au terme de l'épreuve le vainqueur de la Vuelta. Il est le maillot le plus prestigieux. Il a tout d'abord été de couleur orange en 1935 et 1936, puis en 1942. Il fut entretemps de couleur blanche en 1941. Mais sa couleur principale fut amarillo (jaune) durant 44 ans, et ce, jusqu'en 1999. Les organisateurs, dans un souci de se démarquer davantage du Tour de France et de son maillot jaune, modifièrent à nouveau la couleur de ce maillot pour l'or et enfin le rouge depuis l'édition 2010.
C’est au départ de Valladolid (2e étape), le 30 avril 1935, que le Belge Antoine Dignef revêt pour la première fois le maillot de leader après sa victoire lors de la première étape.
Le classement général au temps étant le classement le plus important, le cycliste y occupant la première place, même s'il est également en tête d'autres classements, porte le maillot rouge. Le second du classement par points, de la montagne ou des jeunes porte alors, par délégation, le maillot vert, à pois ou blanc.

### Principaux classements annexes
Le classement par points revient au coureur ayant remporté le plus de points lors des arrivées d'étapes, ainsi que lors des sprints intermédiaires. Le maillot vert récompense le leader de ce classement. À l'inverse du Tour de France et du Tour d'Italie, il n'y a pas de différenciation d'attribution des points entre les étapes de plaines, et les étapes dites de montagne. Ainsi, il est courant de voir des prétendants au classement général porter ce maillot. Sur la période récente, Chris Froome en 2017, et Primož Roglič en 2019 et 2020, ont remporté simultanément les deux classements.
Au fil des éditions, le maillot distinctif du classement par points a souvent évolué en fonction des changements successifs de sponsors. Avant le passage en vert en 2009, il avait déjà été vert entre 1986 et 1989, mais surtout bleu entre 1983 et 1985, 1990 et 1993, 2004 et 2006 ainsi qu'en 2008.
Le record de victoires dans ce classement revient à l'Irlandais Sean Kelly ainsi qu'au Français Laurent Jalabert et à l'Espagnol Alejandro Valverde avec quatre succès.
Le Grand Prix de la montagne récompense le coureur ayant comptabilisé le plus de points aux sommets des cols du parcours. Il a été introduit dès la première édition de la Vuelta, en 1935, et il a été remporté par l'Italien Edoardo Molinar. Chaque col, selon sa difficulté et sa position dans l'étape, rapporte des points, que l’on additionne afin de dresser ce classement. Depuis 2010, le col le plus haut, la cima Alberto Fernandez est celui qui rapporte le plus de points. Suivent ensuite les arrivées au sommet, puis les cols de 1re catégorie, 2e catégorie et 3e catégorie.
Le leader du classement porte depuis 1975 un maillot distinctif. Depuis son introduction, le maillot a changé à de nombreuses reprises, passant par des variantes de vert, de rouge, de orange et de blanc. Il adopte ses couleurs actuelles en 2010, en devenant blanc à pois bleus.
José Luis Laguía a remporté ce classement à cinq reprises, ce qui constitue le record. Autre record, celui du Français David Moncoutié qui l'a remporté quatre années de suite.
Le classement du meilleur jeune récompense le meilleur coureur de 25 ans et moins du classement général. Il apparaît en 2017, sans qu'il soit attribué un maillot distinctif à son leader, mais un dossard rouge. Depuis 2019, sur le modèle des classements du meilleur jeune du Tour de France et du Tour d'Italie, le leader du classement revêt un maillot blanc (ou le second si le leader du classement des jeunes est également le porteur d'un autre maillot distinctif). Ce changement correspond à la disparition du classement du combiné.

### Classements et maillots disparus
En plus de ces 4 classements, la Vuelta en comptait auparavant 5 autres :
- le classement des étapes volantes ;
- le classement des Sprints Spéciaux ;
- le classement des Néo pros ;
- le classement des Espagnols ;
- le classement du combiné.

## Parcours
Les parcours du Tour d'Espagne sont généralement favorables aux grimpeurs en faisant la part belle à la montagne et aux zones vallonnées. Depuis le début du XXIe siècle, la Vuelta privilégie les zones côtières à l'intérieur du pays qui est moins densément peuplé, notamment, du fait du désert des Bardenas .

## Palmarès

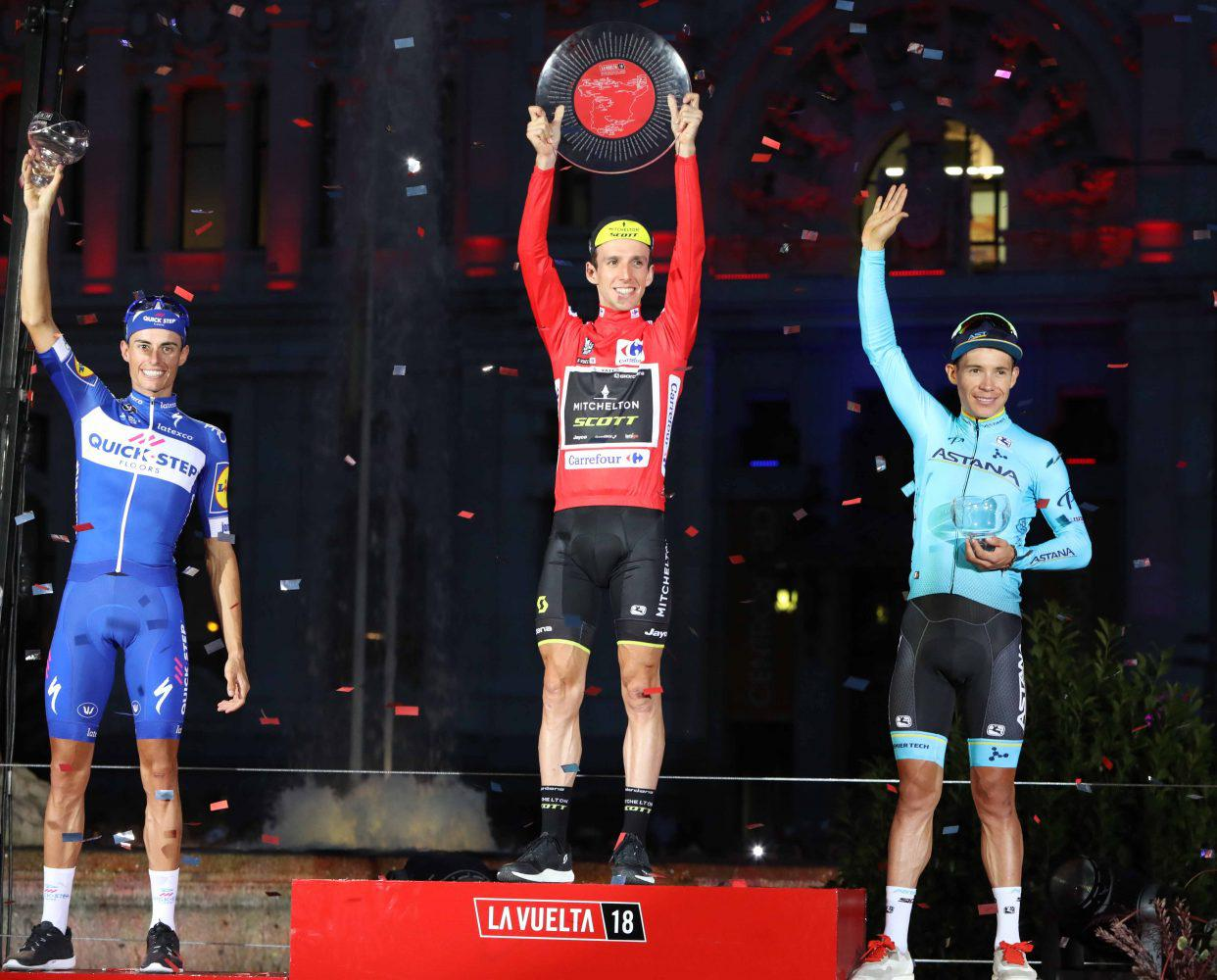
Simon Yates, vainqueur du Tour d'Espagne 2018 devant Enric Mas et Miguel Ángel López.

| Année     | Vainqueur            | Deuxième                  | Troisième             |
| --------- | -------------------- | ------------------------- | --------------------- |
| 1935      | Gustaaf Deloor       | Mariano Cañardo           | Antoine Dignef        |
| 1936      | Gustaaf Deloor       | Alfons Deloor             | Antonio Bertola       |
| 1937-1940 | Non disputé          | Non disputé               | Non disputé           |
| 1941      | Julián Berrendero    | Fermín Trueba             | José Jabardo          |
| 1942      | Julián Berrendero    | Diego Cháfer              | Antonio Andrés Sancho |
| 1943-1944 | Non disputé          | Non disputé               | Non disputé           |
| 1945      | Delio Rodríguez      | Julián Berrendero         | Juan Gimeno           |
| 1946      | Dalmacio Langarica   | Julián Berrendero         | Jan Lambrichs         |
| 1947      | Edward Van Dyck      | Manuel Costa              | Delio Rodríguez       |
| 1948      | Bernardo Ruiz        | Emilio Rodríguez          | Bernardo Capó         |
| 1949      | Non disputé          | Non disputé               | Non disputé           |
| 1950      | Emilio Rodríguez     | Manuel Rodríguez          | José Serra Gil        |
| 1951-1954 | Non disputé          | Non disputé               | Non disputé           |
| 1955      | Jean Dotto           | Antonio Jiménez           | Raphaël Géminiani     |
| 1956      | Angelo Conterno      | Jesús Loroño              | Raymond Impanis       |
| 1957      | Jesús Loroño         | Federico Bahamontes       | Bernardo Ruiz         |
| 1958      | Jean Stablinski      | Pasquale Fornara          | Fernando Manzaneque   |
| 1959      | Antonio Suárez       | José Segú                 | Rik Van Looy          |
| 1960      | Frans De Mulder      | Armand Desmet             | Miguel Pacheco        |
| 1961      | Angelino Soler       | François Mahé             | José Pérez Francés    |
| 1962      | Rudi Altig           | José Pérez Francés        | Seamus Elliott        |
| 1963      | Jacques Anquetil     | José Martín Colmenarejo   | Miguel Pacheco        |
| 1964      | Raymond Poulidor     | Luís Otaño                | José Pérez Francés    |
| 1965      | Rolf Wolfshohl       | Raymond Poulidor          | Rik Van Looy          |
| 1966      | Francisco Gabica     | Eusebio Vélez             | Carlos Echevarría     |
| 1967      | Jan Janssen          | Jean-Pierre Ducasse       | Aurelio González      |
| 1968      | Felice Gimondi       | José Pérez Francés        | Eusebio Vélez         |
| 1969      | Roger Pingeon        | Luis Ocaña                | Marinus Wagtmans      |
| 1970      | Luis Ocaña           | Agustín Tamames           | Herman Van Springel   |
| 1971      | Ferdinand Bracke     | Wilfried David            | Luis Ocaña            |
| 1972      | José Manuel Fuente   | Miguel María Lasa         | Agustín Tamames       |
| 1973      | Eddy Merckx          | Luis Ocaña                | Bernard Thévenet      |
| 1974      | José Manuel Fuente   | Joaquim Agostinho         | Miguel María Lasa     |
| 1975      | Agustín Tamames      | Domingo Perurena          | Miguel María Lasa     |
| 1976      | José Pesarrodona     | Luis Ocaña                | José Nazábal          |
| 1977      | Freddy Maertens      | Miguel María Lasa         | Klaus-Peter Thaler    |
| 1978      | Bernard Hinault      | José Pesarrodona          | Jean-René Bernaudeau  |
| 1979      | Joop Zoetemelk       | Francisco Galdós          | Michel Pollentier     |
| 1980      | Faustino Rupérez     | Pedro Torres              | Claude Criquielion    |
| 1981      | Giovanni Battaglin   | Pedro Muñoz               | Vicente Belda         |
| 1982      | Marino Lejarreta     | Michel Pollentier         | Sven-Ake Nilsson      |
| 1983      | Bernard Hinault      | Marino Lejarreta          | Alberto Fernández     |
| 1984      | Éric Caritoux        | Alberto Fernández         | Reimund Dietzen       |
| 1985      | Pedro Delgado        | Robert Millar             | Pacho Rodríguez       |
| 1986      | Álvaro Pino          | Robert Millar             | Sean Kelly            |
| 1987      | Luis Herrera         | Reimund Dietzen           | Laurent Fignon        |
| 1988      | Sean Kelly           | Reimund Dietzen           | Anselmo Fuerte        |
| 1989      | Pedro Delgado        | Fabio Parra               | Óscar Vargas          |
| 1990      | Marco Giovannetti    | Pedro Delgado             | Anselmo Fuerte        |
| 1991      | Melchor Mauri        | Miguel Indurain           | Marino Lejarreta      |
| 1992      | Tony Rominger        | Jesús Montoya             | Pedro Delgado         |
| 1993      | Tony Rominger        | Alex Zülle                | Laudelino Cubino      |
| 1994      | Tony Rominger        | Mikel Zarrabeitia         | Pedro Delgado         |
| 1995      | Laurent Jalabert     | Abraham Olano             | Johan Bruyneel        |
| 1996      | Alex Zülle           | Laurent Dufaux            | Tony Rominger         |
| 1997      | Alex Zülle           | Fernando Escartín         | Laurent Dufaux        |
| 1998      | Abraham Olano        | Fernando Escartín         | José María Jiménez    |
| 1999      | Jan Ullrich          | Igor González de Galdeano | Roberto Heras         |
| 2000      | Roberto Heras        | Ángel Casero              | Pavel Tonkov          |
| 2001      | Ángel Casero         | Óscar Sevilla             | désattribué           |
| 2002      | Aitor González       | Roberto Heras             | Joseba Beloki         |
| 2003      | Roberto Heras        | Isidro Nozal              | Alejandro Valverde    |
| 2004      | Roberto Heras        | Santiago Pérez            | Francisco Mancebo     |
| 2005      | Roberto Heras        | Denis Menchov             | Carlos Sastre         |
| 2006      | Alexandre Vinokourov | Alejandro Valverde        | Andrey Kashechkin     |
| 2007      | Denis Menchov        | Carlos Sastre             | Samuel Sánchez        |
| 2008      | Alberto Contador     | Levi Leipheimer           | Carlos Sastre         |
| 2009      | Alejandro Valverde   | Samuel Sánchez            | Cadel Evans           |
| 2010      | Vincenzo Nibali      | Ezequiel Mosquera         | Peter Velits          |
| 2011      | Christopher Froome,  | Bradley Wiggins           | Bauke Mollema         |
| 2012      | Alberto Contador     | Alejandro Valverde        | Joaquim Rodríguez     |
| 2013      | Christopher Horner   | Vincenzo Nibali           | Alejandro Valverde    |
| 2014      | Alberto Contador     | Christopher Froome        | Alejandro Valverde    |
| 2015      | Fabio Aru            | Joaquim Rodríguez         | Rafał Majka           |
| 2016      | Nairo Quintana       | Christopher Froome        | Esteban Chaves        |
| 2017      | Christopher Froome   | Vincenzo Nibali           | Ilnur Zakarin         |
| 2018      | Simon Yates          | Enric Mas                 | Miguel Ángel López    |
| 2019      | Primož Roglič        | Alejandro Valverde        | Tadej Pogačar         |
| 2020      | Primož Roglič        | Richard Carapaz           | Hugh Carthy           |
| 2021      | Primož Roglič        | Enric Mas                 | Jack Haig             |
| 2022      | Remco Evenepoel      | Enric Mas                 | Juan Ayuso            |
| 2023      | Sepp Kuss            | Jonas Vingegaard          | Primož Roglič         |
| 2024      | Primož Roglič        | Ben O'Connor              | Enric Mas             |

### Records et statistiques
Après l'édition 2024
- Record de victoires : Roberto Heras et Primož Roglič, 4
- Record de podiums : Alejandro Valverde, 7
- Record de victoires d'étapes : Delio Rodriguez, 36
- Record de victoires d'étapes lors d'une même édition : Freddy Maertens en 1977, 13
- Record de victoires d'étapes en contre-la-montre individuels : Abraham Olano, Alex Zülle, Tony Rominger et Melchior Mauri, 6
- Record du port du maillot de leader : Alex Zülle, 48
- Record de victoires au grand prix de la montagne : José Luis Laguía, 5
- Record de victoires au classement par points : Sean Kelly, Laurent Jalabert et Alejandro Valverde, 4
- Record de victoires au classement des sprints intermédiaires : Miguel Ángel Iglesias, 5
- Plus grand écart au classement général : Delio Rodriguez sur Julián Berrendero en 1945, avec 30 minutes et 8 secondes
- Plus petit écart au classement général : Eric Caritoux sur Alberto Fernández en 1984, avec 6 secondes
- Record de participations : Íñigo Cuesta, 17 (1994-2010).
- Record de participations successives : Íñigo Cuesta, 17 (1994–2010).
- Record de Vueltas terminées : Federico Echave, 14 (1982–1995), et Íñigo Cuesta, 14 (1994, 1996–99, 2001–03 et 2005–10)
- Plus petit nombre de participants : 1941, 32
- Plus grand nombre de participants : 2002, 207
- Moyenne la plus élevée : 2001, 42,534 km/h
- Moyenne la plus lente : 1941, 26,262 km/h
- Édition la plus longue : 1941, 4 442 km
- Édition la plus courte : 1963, 2 419 km
- Plus jeune vainqueur : Angelino Soler en 1961, âge 21 ans, 167 jours
- Plus vieux vainqueur : Chris Horner en 2013, âge 41 ans, 327 jours